# Camaxtli
Camaxtli, ou Camaxtle, est, dans la mythologie tlaxcaltèque, un des quatre dieux créateurs. Dieu tribal des Chichimèques, il était le dieu de la chasse, de la guerre, du feu et de l'espoir. Il est également conçu par certains chercheurs comme une des advocations du Tezcatlipoca rouge (Xipe Totec) ou de Mixcoatl ("serpent de nuage", divinité tutélaire de la Voie lactée), ou encore comme une divinité solaire ou au contraire nocturne (en raison de la peinture faciale noire qui le caractérise).